# Dufourbrücke

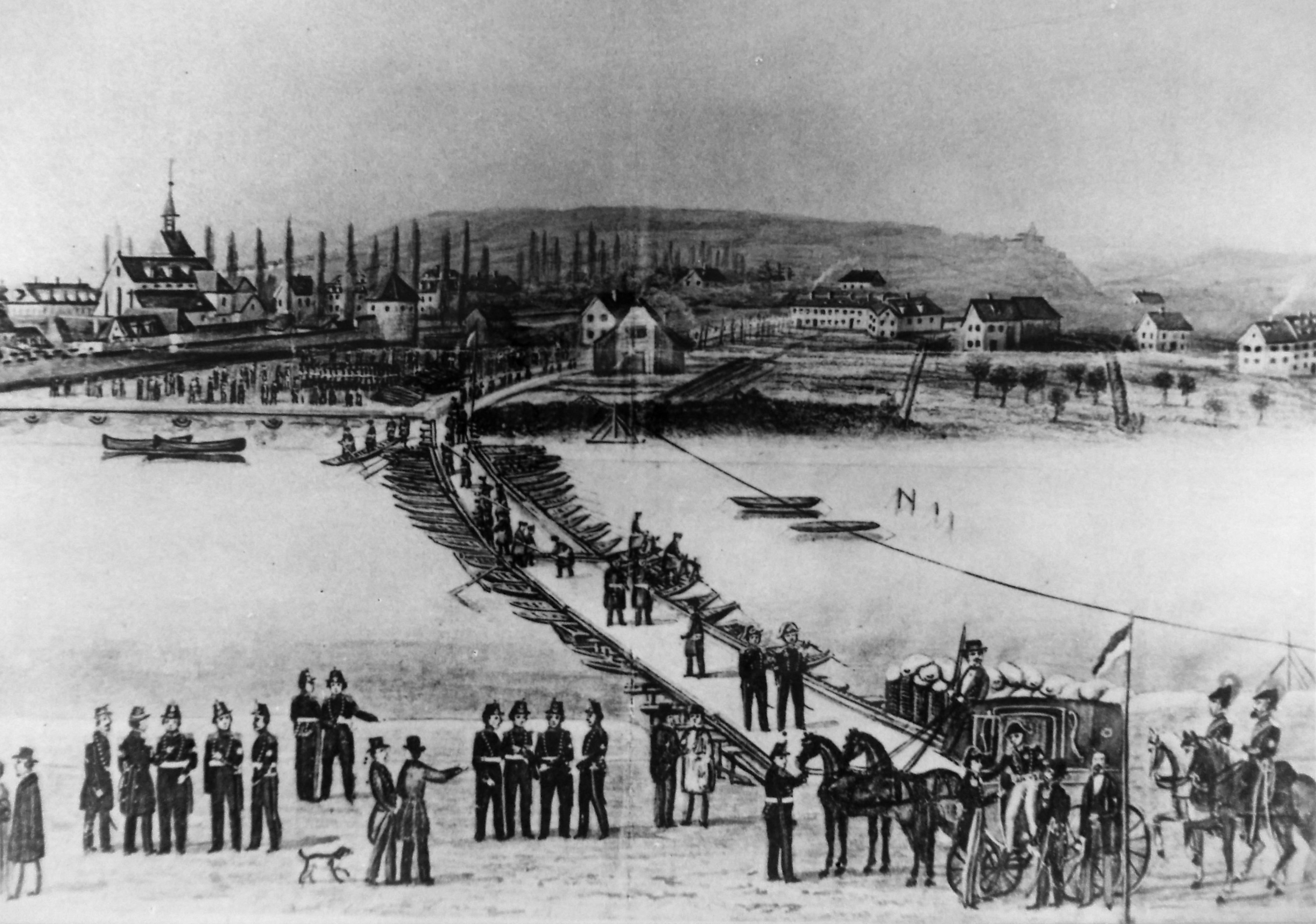
Dufourbrücke, vom Grossbasler Ufer aus gesehen. Autor der Zeichnung unbekannt.

Die Dufourbrücke war eine temporäre militärische Pontonbrücke über den Rhein in Basel, die von Januar bis März 1857 bestand.
Als während des Neuenburger Handels ein kriegerischer Angriff durch die Preussen möglich erschien, erteilte General Guillaume-Henri Dufour am 7. Januar 1857 den Befehl, am damaligen Harzgraben, etwa 100 Meter oberhalb der heutigen Wettsteinbrücke, eine Pontonbrücke zu errichten, um genügend Brückenkapazität für schnelle Truppenverschiebungen über den Rhein zu haben. Damals war die Mittlere Brücke noch der einzige Rheinübergang in Basel. 
Die Bauzeit der Brücke betrug acht Tage. Da die Anker wegen der starken Strömung keinen genügend sicheren Halt boten, wurde ein Seil über den Rhein gespannt, mit dem die Schiffe zusätzlich gesichert wurden. Als Bauingenieur war der Berner Gottlieb Ott beteiligt. 
Als die politische Krise im März vorüber war, wurde die Brücke wieder abgebrochen. Obwohl sie nur knapp drei Monate gestanden war, hatten sich die Basler an den neuen Übergang gewöhnt und vermissten ihn nach dem Abbruch.